# Mistrovství světa v pólu

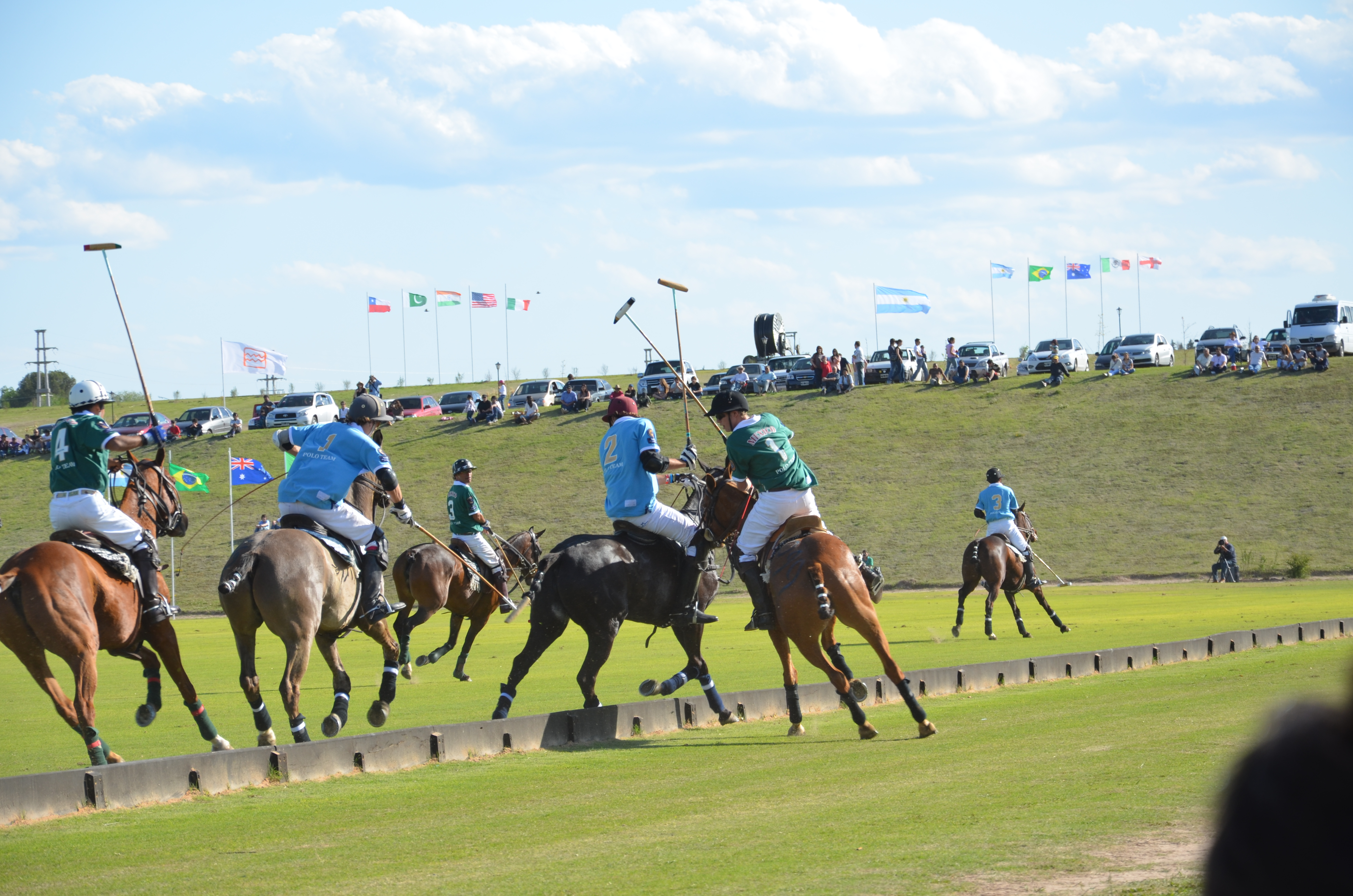
Záběr z MS 2011

Mistrovství světa je nejvýznamnější mezinárodní soutěž v koňském pólu, kterou pořádá od roku 1987 Mezinárodní federace póla. Aby se zmírnily výkonnostní rozdíly mezi jednotlivými zeměmi, platí pravidlo, že součet individuálních handicapů v jednom týmu nesmí přesáhnout číslo čtrnáct. Koně si hráči před zápasem losují. Dosud se mistrovství konalo pouze v kategorii mužů. Historicky nejúspěšnějším mužstvem je Argentina se čtyřmi tituly.
| Rok  |                   | Místo konání | Počet týmů |           | zlato     | stříbro | bronz  |
| ---- | ----------------- | ------------ | ---------- | --------- | --------- | ------- | ------ |
| 1987 | Buenos Aires      | 5            | Argentina  | Mexiko    | Brazílie  |         |        |
| 1989 | Berlín            | 8            | USA        | Anglie    | Argentina |         |        |
| 1992 | Santiago de Chile | 6            | Argentina  | Chile     | Anglie    |         |        |
| 1995 | St. Moritz        | 6            | Brazílie   | Argentina | Mexiko    |         |        |
| 1998 | Santa Barbara     | 6            | Argentina  | Brazílie  | Anglie    |         |        |
| 2001 | Melbourne         | 8            | Brazílie   | Austrálie | Argentina |         |        |
| 2004 | Chantilly         | 8            | Brazílie   | Anglie    | Chile     |         |        |
| 2008 | Mexico City       | 8            | Chile      | Brazílie  | Mexiko    |         |        |
| 2011 | San Luis          | 10           | Argentina  | Brazílie  | Itálie    |         |        |
| 2015 | Santiago de Chile | 6            | Chile      | USA       | Brazílie  |         |        |
| 2017 |                   | Sydney       | 8          |           | Argentina | Chile   | Anglie |

## Související článek
- Pólo na letních olympijských hrách